# SUDS3
El componente SDS3 del complejo correpresor histona deacetilasa Sin3 (SUDS3) es una proteína codificada en humanos por el gen SUDS3.
SUDS3 es una subunidad de la histona deacetilasa 1 dependiente del complejo correpresor SIN3A.

## Interacciones
La proteína SUDS3 ha demostrado ser capaz de interaccionar con:
- HDAC1[3][1]
- HCFC1[4]
- SIN3B[1]
- SIN3A[3][1]